# しもぐち☆雅充の今夜は歌わナイト
しもぐち☆雅充の今夜は歌わナイト（しもぐちすたーまさみつの・こんやはうたわナイト）はABCラジオ（朝日放送）で、2012年1月7日から同年12月30日まで、毎週土曜・日曜21時台に放送された音楽番組である。

## 概要
ABCラジオでは2011年12月まで、月曜以外の曜日の21時台に、通年番組として『上田剛彦のミュージックバイキング』を放送していた。しかし、2012年1月から同番組の放送日を平日（火〜金曜日）に縮小する代わりに、当番組を土・日曜日の21時台に放送するようになった。
当番組では、京都を中心にDJやミュージシャンとして活動するしもぐち☆雅充が、1人でパーソナリティを担当。邦楽・歌謡曲・演歌・洋楽のジャンルを問わず、リスナーから寄せられたリクエスト曲を流しながら、軽快なトークを展開していた。
ABCラジオでは2012年12月30日（日曜日）で、当番組の放送を終了させた。しかし、2013年1月6日からは、毎週日曜日の13:30 - 16:30に『STAR☆MUSIC☆SUNDAY』（通称「ほしおん」）を放送。前番組『日曜さくらい倶楽部』の放送枠をそのまま引き継ぐほか、しもぐちと当番組のスタッフが続投することになった。当番組の放送枠では、同月5日から土曜日に『DJ Acckey on Club "whose connection"』、同月13日から日曜日に『浦川泰幸の「劇場に行こう!」』を放送。

## 放送日時
- 2012年1月 - 3月　毎週土・日曜日21:12 - 22:00
- 2012年4月 - 12月　原則として毎週土・日曜日21:05 - 22:00（前枠で放送されていた岡元昇出演の朗読番組『ことばの贈り物』の終了を機に放送枠を拡大）
『ABCフレッシュアップベースボール』でプロ野球のナイトゲーム（主に7月以降の阪神タイガース公式戦）を21時以降にも中継する場合には、平日で放送を継続する『上田剛彦のミュージック・バイキング』と同様に、放送時間の短縮か休止で対応した。つまり、21:00から21:45までの間に中継を終了できる場合には、前枠の『ABC朝日ニュース』（天気予報とセットで5分間放送）に続いて22:00まで短縮版を放送。21:45を過ぎても中継が続く場合には、当番組を休止していた。